# Vanda Nicolschi
Vanda Nicolschi (n. Seila Averbuch, 27 februarie 1902, Telenești - d. 1986) a fost o activistă de partid comunistă din România, de origine evreiască.

## Biografie
Vanda Nicolschi s-a născut cu numele de Seila Averbuch în comuna Telenești, județul Orhei (Basarabia), care aparținea atunci de Rusia țaristă. Vanda Nicolschi a intrat în Comsomol în 1920. A activat în cadrul PCdR începând din 1921, fiind arestată și condamnată de mai multe ori. Vanda Nicolschi a fost căsătorită cu comuniștii Dori Goldstein și Alexandru Nicolschi.
Alături de Nicolschi, Vanda milita sub numele de cod Stoian, Tili și Vlăstar..

## Activistă de partid
Dori Goldstein, cu numele conspirativ Rudolf sau Rudi, era un apropiat al lui Marcel Pauker. Dori Goldstein și Vanda Nicolschi au fost arestați, în 1934, la Praga.
Vanda era de profesie țesătoare. În anul 1924 a devenit membră a PCdR. 
Marcel Pauker declara că în 1936, fiind în țară, a trăit cu Vanda Nicolschi (membru al Secretariatului și al Biroului Politic), în pofida necontenitelor divergențe politice. A mai trăit cu ea și în 1937, după eliberarea sa.
Există dovezi că Ana Pauker a intervenit pe lângă NKVD pentru a-i aduce pe câțiva dintre supraviețuitorii români ai epurărilor înapoi la Moscova, printre care și pe Vanda Nicolschi, care a făcut parte o singură dată din Biroul Politic al PCdR, o aliată a fostului secretar general Alexander Ștefanski-Gorn (executat în timpul Epurărilor), care a devenit apoi una dintre colaboratoarele cele mai apropiate ale lui Pauker din Biroul pentru Emigranții Români, înființat în toamna anului 1940 de Ana Pauker la Moscova.
A fost numită la 17 august 1951 în funcția de vicepreședinte al Comisiei Controlului de Stat, cu rang de ministru-adjunct. Comisia Controlului de Stat și-a încetat activitatea la 15 aprilie 1961. Vanda Nicolschi a mai fost membru al CC al PMR, vicepreședinte al CC al Crucii Roșii (din 1961).

## Distincții
- Medalia „A cincea aniversare a Republicii Populare Române” (24 decembrie 1952) „pentru lupta și munca duse în vederea făuririi, consolidării și prosperării Republicii Populare Române”[10]
- Ordinul Muncii clasa a III-a (21 august 1954) „pentru merite deosebite pe tărîmul construcției de stat, economice, sociale și culturale, cu ocazia celei de a zecea aniversări a eliberării patriei noastre”[11]
- Ordinul „23 August” clasa a III-a (12 august 1959) „pentru merite deosebite în opera de construire a socialismului”[12]
- Medalia „40 de ani de la înființarea Partidului Comunist din Romînia” (6 mai 1961) „pentru activitate îndelungată în mișcarea muncitorească și merite în opera de construire a socialismului”[13]
- Ordinul Muncii clasa I (21 februarie 1962) „pentru activitate îndelungată în mișcarea muncitorească și pentru merite în opera de construire a socialismului, cu prilejul împlinirii a 60 de ani”[14]
- Ordinul „Tudor Vladimirescu” clasa a III-a (30 aprilie 1966) „cu prilejul celei de-a 45-a aniversări de la înființarea Partidului Comunist din România, pentru îndelungată activitate în mișcarea muncitorească și merite deosebite în opera de construire a socialismului”[15]
- titlul de Erou al Muncii Socialiste și medalia de aur „Secera și ciocanul” (4 mai 1971) „cu prilejul aniversării a 50 de ani de la constituirea Partidului Comunist Român, [...] pentru activitate îndelungată în mișcarea muncitorească și merite deosebite în opera de construire a socialismului în patria noastră”[16]
- Ordinul „23 August” clasa I (23 ianuarie 1978) „pentru activitate îndelungată în mișcarea muncitorească și contribuția adusă la înfăptuirea politicii partidului și statului de făurire a societății socialiste multilateral dezvoltate în patria noastră”[17]